# Clarithromycin
Clarithromycin ist ein Arzneistoff aus der Gruppe der Makrolidantibiotika. Es wirkt an der 50S-Untereinheit der bakteriellen Ribosomen, wo es eine Hemmung der Translokation bewirkt und somit die Proteinsynthese stört. Dadurch ist es bakteriostatisch wirksam. Das Mittel gehört wie alle Makrolide zu den Breitspektrumantibiotika und wirkt auch intrazellulär.

## Klinische Angaben

### Anwendungsgebiete (Indikationen)
Clarithromycin wird zur Behandlung bakterieller Infektionen der Atemwege (z. B. Bronchitis oder Lungenentzündung/Pneumonie), des Hals-Nasen-Ohren-Bereichs (z. B. Mandelentzündung/Tonsillitis oder Nebenhöhlenentzündung/Sinusitis) oder der Haut (z. B. Eiterflechte/Impetigo oder Wundrose/Erysipel) angewendet.
Unter anderen gehören Streptokokken (einschließlich der Pneumokokken), Legionellen, Chlamydien, zellwandlose Bakterien wie Mykoplasmen und auch mit den Tuberkulose-Erregern verwandte atypische Mykobakterien sowie Bordetella pertussis zu den Zielkeimen. Die klinische Wirksamkeit aller Makrolide gegenüber Haemophilus influenzae wird inzwischen als unzureichend angesehen. Clarithromycin wird auch bei der Eradikation einer Helicobacter-pylori-Besiedelung der Magenschleimhaut (Gastritis) verwendet.

### Gegenanzeigen (Kontraindikationen)
Bei einer bestehenden Überempfindlichkeit gegen andere Arzneistoffe der Gruppe der Makrolid-Antibiotika (beispielsweise Erythromycin) darf Clarithromycin nicht angewendet werden. Auch eine gemeinsame Anwendung mit den Wirkstoffen Cisaprid, Pimozid, Terfenadin oder Astemizol verbietet sich, da sonst lebensbedrohliche Herzrhythmusstörungen auftreten können. Clarithromycin darf außerdem nicht gemeinsam mit den Mutterkornalkaloiden Dihydroergotamin und Ergotamin eingenommen werden. Wegen der überwiegenden Ausscheidung über Verstoffwechselung in der Leber sollen Patienten mit starker Einschränkung der Leberfunktion nicht mit Clarithromycin behandelt werden.

### Wechselwirkungen mit anderen Medikamenten
Die Konzentrationen der Wirkstoffe Cisaprid, Pimozid, Terfenadin und Astemizol im Blut (Plasmaspiegel) werden durch Clarithromycin erhöht. Dadurch steigt das Risiko von Herzrhythmusstörungen (s. Gegenanzeigen). Eine entsprechende Steigerung des Plasmaspiegels von Mutterkornalkaloiden kann zu Vergiftungserscheinungen mit krampfartigen Verengungen der Blutgefäße (Vasospasmus) und dadurch verursachten Durchblutungsstörungen führen (s. Gegenanzeigen).
Da Clarithromycin die Aktivität des Cytochrom P450-Isoenzyms CYP3A4 hemmt, können zahlreiche weitere Medikamente, deren Abbau durch dieses Enzym bestimmt wird, in ihrer Konzentration ansteigen und verstärkt wirken. Dazu gehören unter anderen die Antiarrhythmika Chinidin und Disopyramid, das Antikonvulsivum Carbamazepin, das Gichtmittel Colchicin, Digoxin, die HMG-CoA-Reduktase-Inhibitoren (Statine), Gerinnungshemmer (orale Antikoagulantien), die PDE-5-Hemmer Sildenafil, Tadalafil und Vardenafil, das Asthmamittel Theophyllin, Tolterodin, eine Untergruppe der Benzodiazepine (die Triazolobenzodiazepine, beispielsweise Midazolam, Triazolam, Alprazolam), das Virostatikum Zidovudin und der Protonenpumpenblocker Omeprazol. Auch Kalziumantagonisten werden über das gleiche System abgebaut, weswegen es unter Clarithromycin bei betroffenen Patienten immer wieder zu hypotensiven Krisen kommen. Bei all diesen Medikamenten soll bei gleichzeitiger Behandlung mit Clarithromycin die Konzentration im Blut überwacht beziehungsweise die Dosis angepasst werden.
Außer Clarithromycin hemmen auch beispielsweise Atazanavir, Itraconazol oder Saquinavir das Enzym CYP3A. Bei gleichzeitiger Anwendung kann es hier zu zweiseitigen Wechselwirkungen kommen. Patienten müssen entsprechend bezüglich verstärkter oder verlängerter Wirkungen beobachtet werden.
Umgekehrt kann die gleichzeitige Anwendung des Antimykotikums Fluconazol und des Virostatikums Ritonavir die Konzentration von Clarithromycin erhöhen. Eine Dosisanpassung ist aufgrund der hohen therapeutischen Breite, das heißt, des großen Abstandes zwischen wirksamer und giftiger Menge, jedoch nicht nötig. Medikamente, die ein anderes Enzymsystem, das Cytochrom-P-450-System induzieren, wie beispielsweise Nevirapin, Rifampicin, Rifabutin, Rifapentin oder Efavirenz, können zu einem verstärkten Abbau von Clarithromycin führen. Bei gleichzeitiger Anwendung muss überprüft werden, ob der Behandlungserfolg hierdurch möglicherweise gefährdet ist.

### Anwendung während Schwangerschaft & Stillzeit
Über die Anwendung von Clarithromycin während der Schwangerschaft und Stillzeit liegen keine ausreichenden Erfahrungen vor. Es tritt aber jedenfalls in die Muttermilch über. Bei Anwendung in der Schwangerschaft – insbesondere in den ersten drei Monaten – und der Stillzeit sollen möglicher Nutzen und die Risiken daher sorgfältig abgewogen werden.

### Besondere Patientengruppen
Bei Patienten mit eingeschränkter Leberfunktion oder dem Verdacht darauf ist eine sorgfältige Kontrolle der Transaminasen und des Bilirubins erforderlich. Bei eingeschränkter Nierenfunktion mit einer Kreatinin-Clearance unter 30 ml/min wird eine Halbierung der Standarddosis empfohlen. Die Anwendung soll dann nur unter genauer ärztlicher Beobachtung erfolgen.

### Unerwünschte Wirkungen (Nebenwirkungen)
Häufig können seitens des Magen-Darm-Traktes Übelkeit, Erbrechen, Druckgefühl im Oberbauch, gelegentlich krampfartiger Natur, Krämpfe, weiche oder dunkle Stühle oder Durchfall auftreten. Sind die Durchfälle schwerer oder anhaltender Natur, muss auch an eine pseudomembranöse Colitis gedacht werden. Eine weitere häufige Nebenwirkung ist die Beeinträchtigung des Geruchs- oder Geschmackssinnes. Gelegentlich treten Überempfindlichkeitsreaktionen mit nicht juckenden Hautrötungen, sehr selten allerdings auch mit einem Stevens-Johnson-Syndrom, Ohrgeräusche (Tinnitus) und Hörverlust sowie Krampfanfälle auf.
Seltene Nebenwirkungen sind meist vorübergehende Leberfunktionsstörungen mit einem Gallestau (Cholestase) und einer Gelbsucht (Ikterus). Allerdings sind bei schwerkranken Patienten oder der gleichzeitigen Anwendung anderer Medikamente auch tödliche Verläufe beschrieben. Weiterhin selten wurden Veränderungen in der Erregbarkeit des Herzmuskels, die sich im EKG in einer Verlängerung der QT-Zeit äußern und zu einer Beschleunigung des Herzschlages (ventrikuläre Tachykardie) bis hin zu tachykarden Herzrhythmusstörungen führen können, berichtet. Insbesondere mit vorbelasteten Personen sollte Vorsicht walten.
Beeinträchtigungen des Zentralnervensystems, die sich in Schwindel, Verwirrtheit, Ängstlichkeit, Schlaflosigkeit, Alpträumen, Halluzinationen und Psychosen äußern, wie auch Kopfschmerzen, treten ebenfalls „selten“ auf. Ebenso selten wurden Entzündungen und Verfärbungen der Zunge, Entzündungen des Zahnfleisches oder der Mundschleimhaut, Pilzinfektionen der Schleimhäute oder Verfärbungen der Zähne beobachtet. Letztere lassen sich in der Regel durch eine zahnärztliche Reinigung entfernen. Sehr selten muss man schließlich mit einer akuten Entzündung der Bauchspeicheldrüse (Pankreatitis), einem erhöhten Kreatininwert möglicherweise aufgrund einer Nierenentzündung (interstitielle Nephritis), oder einer Verminderung der weißen Blutkörperchen (Leukopenie) – dann sind Entzündungswerte im Blut ggf. nicht mehr aussagekräftig – oder der Blutplättchen (Thrombopenie) rechnen.

## Pharmakologische Eigenschaften

### Wirkungsmechanismus (Pharmakodynamik)
Clarithromycin wirkt als Makrolid-Antibiotikum durch eine Hemmung der Eiweißbildung (Proteinbiosynthese) der Bakterien, indem es an die 50s-Untereinheiten der bakteriellen Ribosomen bindet. Dadurch verhindert es, dass aktivierte Aminosäuren auf die Peptidketten übertragen werden können. Somit wirkt es im Gegensatz zu den β-Lactam-Antibiotika, die sich vom Penicillin ableiten, auch gegen wandlose Bakterien.

### Bioverfügbarkeit
Nach oraler Gabe erfolgt die unveränderte Durchwanderung des Magens und eine rasche und gleichmäßige Resorption im Dünndarm. Bei üblicher Dosierung liegt die Plasmahalbwertszeit beim Erwachsenen zwischen drei und vier Stunden. Bei durchschnittlichen Plasmakonzentrationen liegt die Proteinbindung bei 72 %. Sie nimmt bei steigenden Konzentrationen ab. In allen Geweben außer dem Zentralnervengewebe werden um ein Vielfaches höhere Konzentrationen erreicht als im Blut.

### Metabolismus
Durch das Enzym CYP3A erfolgt eine starke Umwandlung in Form einer N-Demethylierung und Oxidation. Wichtigstes Stoffwechselprodukt ist der 14-Hydroxy-(R)-Metabolit des Clarithromycin, das ebenfalls antibakteriell wirksam ist. Bei höheren Dosierungen nimmt die Verstoffwechselung relativ ab, was auf eine Sättigung des Vorganges hinweist. Etwa drei Viertel der Gesamtmenge werden über die Leber und Gallenflüssigkeit mit dem Stuhl ausgeschieden. Der Rest gelangt unverändert über die Niere in den Urin.

### Toxikologie
Bei Mäusen und Ratten lag die LD50 bei der 700-fachen Dosis, die für den Menschen therapeutisch angewendet wird. Symptome der Überdosierung waren bei allen untersuchten Spezies Störungen der Leberfunktion, die nach Absetzen von Clarithromycin wieder rückläufig waren.

## Umweltrelevanz
Clarithromycin ist in der Kläranlage kaum abbaubar. Es ist zwar nur in geringen Mengen in Wasser löslich, aber bereits als Spurenstoff ökotoxikologisch. Neben der Giftigkeit als Antibiotikum für Bakterien, hat es einen sogar noch stärkeren Effekt auf Algen. Daneben besteht die große Gefahr der Erzeugung von resistenten Erregern. Clarithromycin ist eine der Leitchemikalien der Schweizer Kontrollliste für die Einschätzung der Klärleistung in der 4. Reinigungsstufe. 2020 wurde in der Schweiz neben Azithromycin und Diclofenac ein Grenzwert für Clarithromycin in Oberflächenwässern festgelegt.

## Handelsnamen
Monopräparate
Biaxin (D), Clamycin (CH), Claromycin (CH), Clarithrocin (CH), Clarilind (D), Klacid (D, A, CH, CZ), Klaciped (CH), Mavid (D)
Kombinationspräparate
ZacPac (D) (Kombination aus Pantoprazol, Amoxicillin und Clarithromycin)